# Phragmidium rubi-idaei
Phragmidium rubi-idaei är en svampart som först beskrevs av Augustin Pyrame de Candolle, och fick sitt nu gällande namn av Petter Adolf Karsten 1879. Phragmidium rubi-idaei ingår i släktet Phragmidium och familjen Phragmidiaceae.  Arten är reproducerande i Sverige. Inga underarter finns listade i Catalogue of Life.